# Świadkowie Jehowy w Kiribati
Świadkowie Jehowy w Kiribati – społeczność wyznaniowa w Kiribati, należąca do ogólnoświatowej wspólnoty Świadków Jehowy, licząca w 2023 roku 118 głosicieli, należących do 2 zborów. Na dorocznej uroczystości Wieczerzy Pańskiej w 2023 roku zgromadziły się 433 osoby. Działalność miejscowych Świadków Jehowy koordynuje Biuro Oddziału w Suva na Fidżi.

## Historia
Na przełomie lat 40. i 50. XX wieku głosiciele z Nowej Zelandii rozpoczęli w Kiribati działalność kaznodziejską. Początkowo tutejsze władze nałożyły pewne ograniczenia. W roku 1959 Huia Paxton uzyskał jako farmaceuta zezwolenie na pobyt na tamtejszych wyspach i pozostał tam wraz z żoną i dwójką dzieci do roku 1967, prowadząc równocześnie działalność kaznodziejską. W latach 60. XX wieku działało tu około 10 głosicieli.
W roku 1982 skierowano dwoje misjonarzy, Marina i Paul Tabunigao, absolwentów Szkoły Gilead. Zebrania odbywały się początkowo w domu misjonarskim, a od roku 1991 w wybudowanej wówczas Sali Królestwa. W 1992 roku zanotowano liczbę 50 głosicieli, a pięć lat później – 70. W 1994 roku w języku kiribati wydano książkę „Będziesz mógł żyć wiecznie w raju na ziemi”.
W 2001 roku działało 104 głosicieli, a na Pamiątce było obecnych 436 osób (ok. 0,4% mieszkańców). W listopadzie 2009 roku Świadkowie Jehowy z Kiribati brali udział w dorocznym kongresie pod hasłem „Czuwajcie!” na Fidżi. W tym samym roku przekroczono liczbę 100 głosicieli. Powstał również drugi zbór. W 2010 roku było 120 głosicieli. W 2011 roku na Wieczerzy Pańskiej (Pamiątce) obecnych było 514 osób. W roku 2013 osiągnięto liczbę 158 głosicieli, a w roku 2014 – 189, należących do 3 zborów. 5 grudnia 2015 roku na kongresie pod hasłem „Naśladujmy Jezusa!” wydano Pismo Święte w Przekładzie Nowego Świata w języku kiribati. W 2016 roku powstał czwarty zbór. W 2022 roku nastąpiła reorganizacja zborów. Zebrania zborowe i kongresy regionalne odbywają się w języku kiribati.